# لنوو ویل
شهر لنوو ویل  در بخش لنوو ویل در ایالت برن در کشور سوئیس واقع شده‌است که ۳٬۴۰۰ نفر جمعیت دارد.
قدمت شهر با قرون وسطی بازمی‌گردد و نخستین بار در نیمه نخست قرن چهاردهم با نام نووا ویلا نام آن ذکر شده‌است. زبان فرانسه زبان غالب مردم این شهر است و دو زبان دیگر به ترتیب آلمانی و ایتالیایی نیز در این شهر رواج دارند.

## نگارخانه

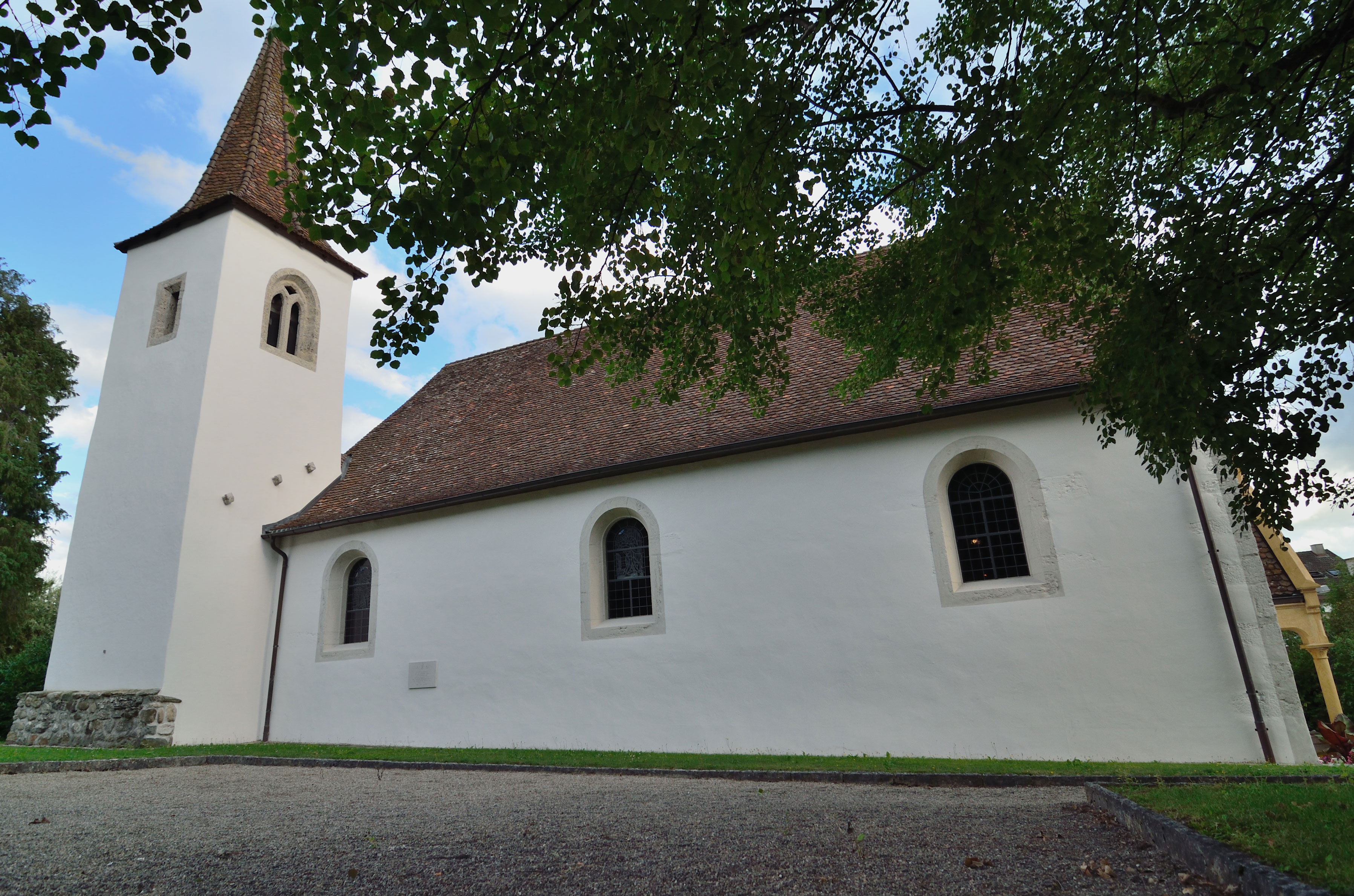
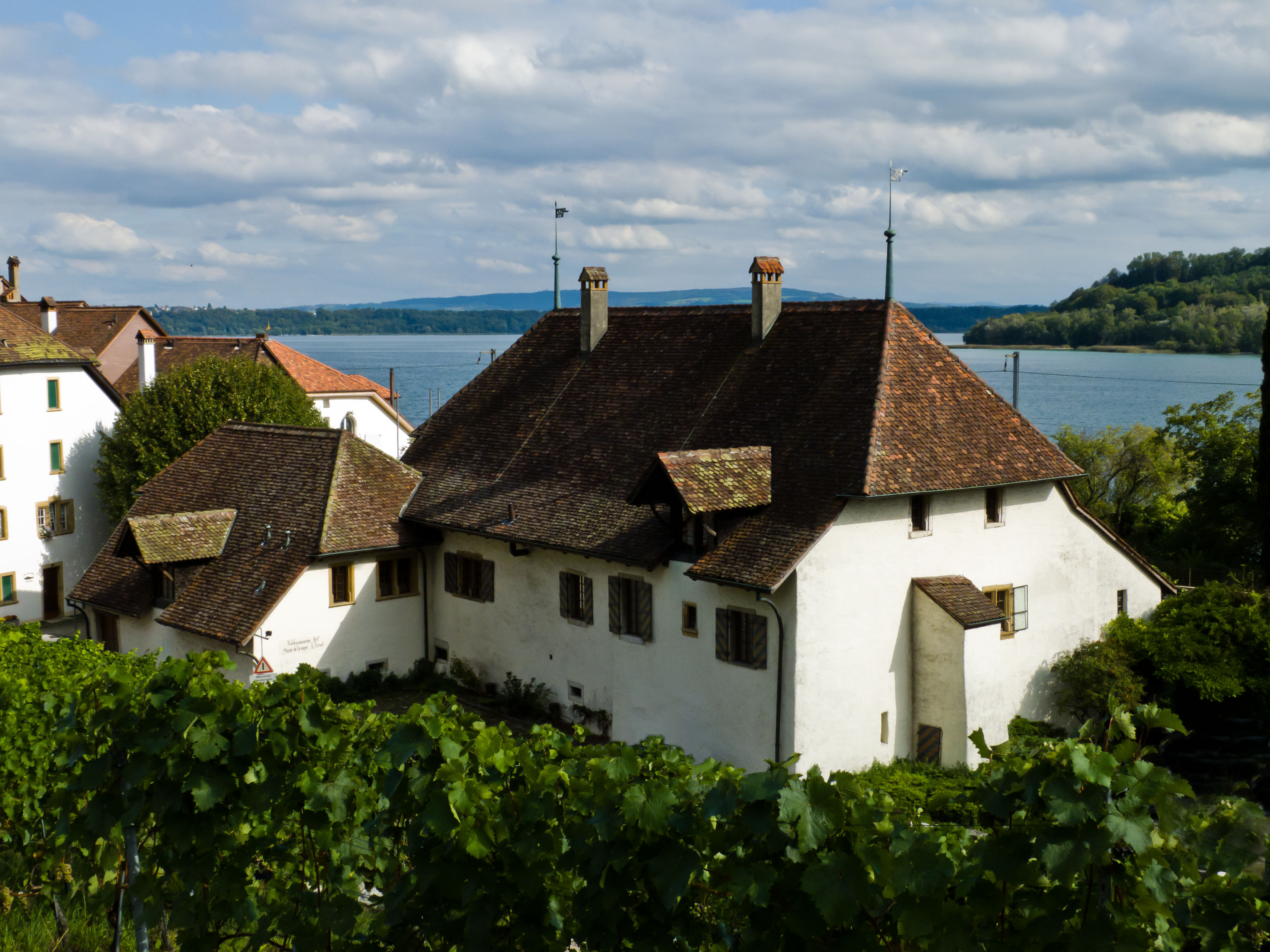
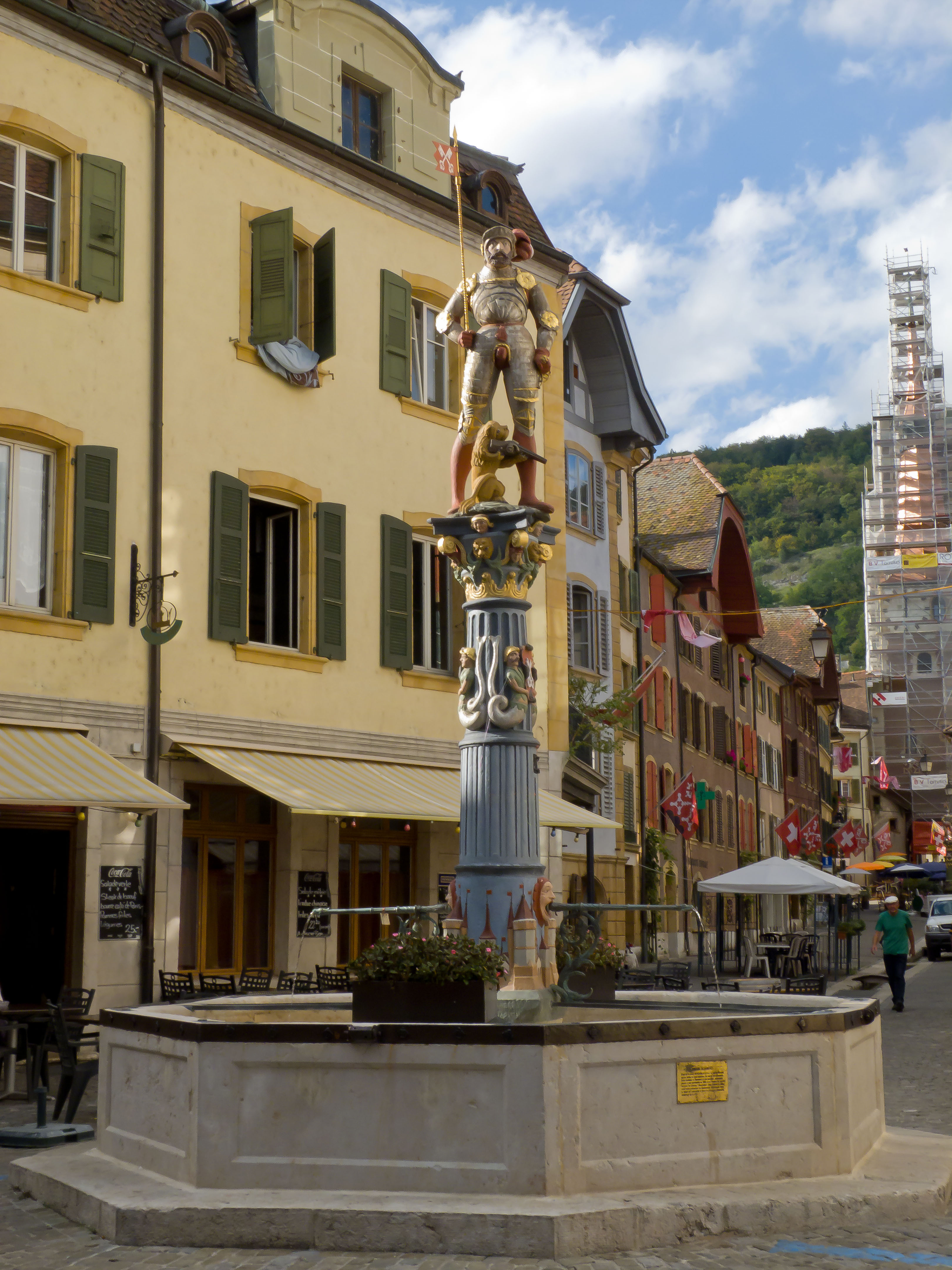
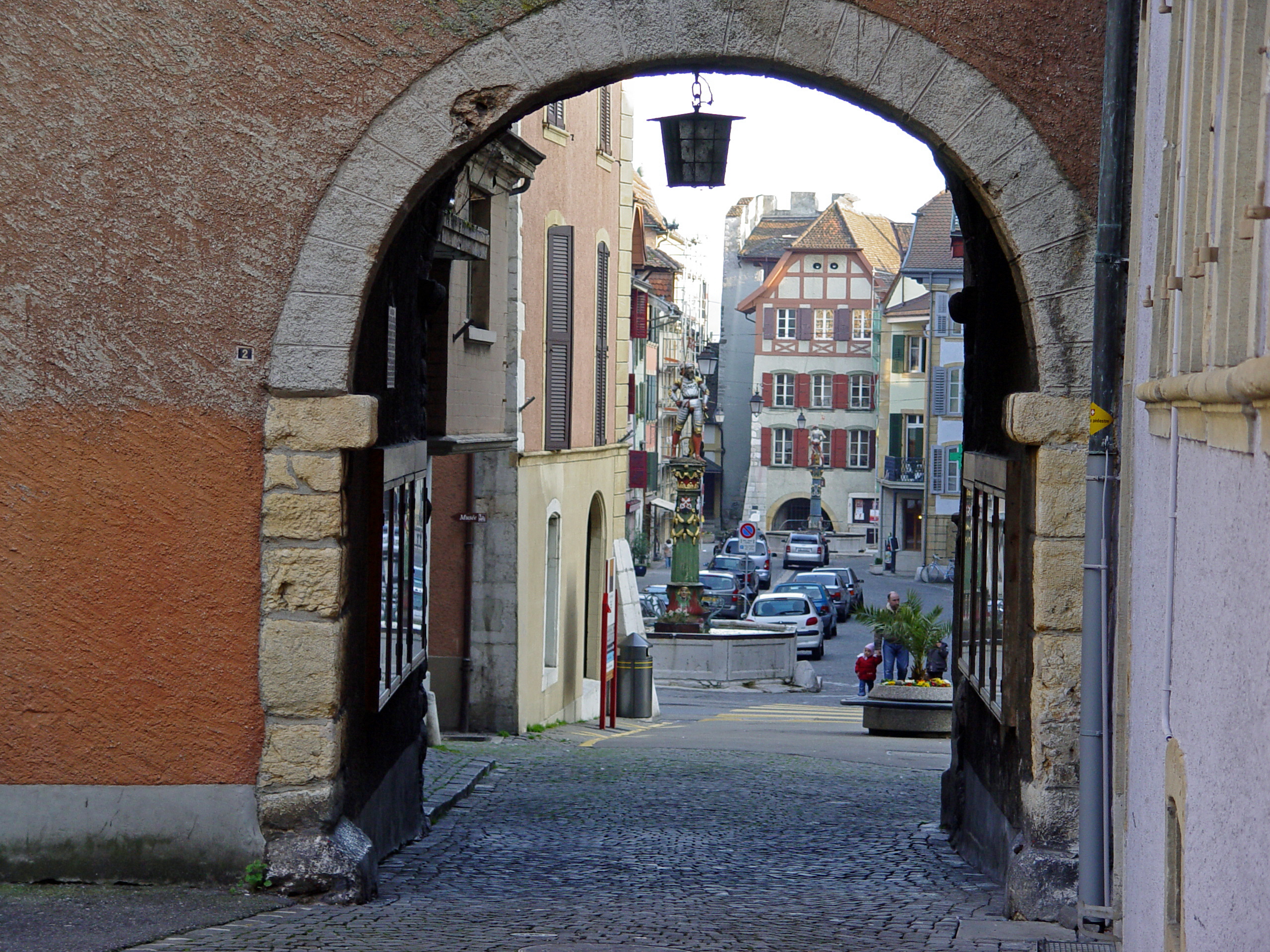
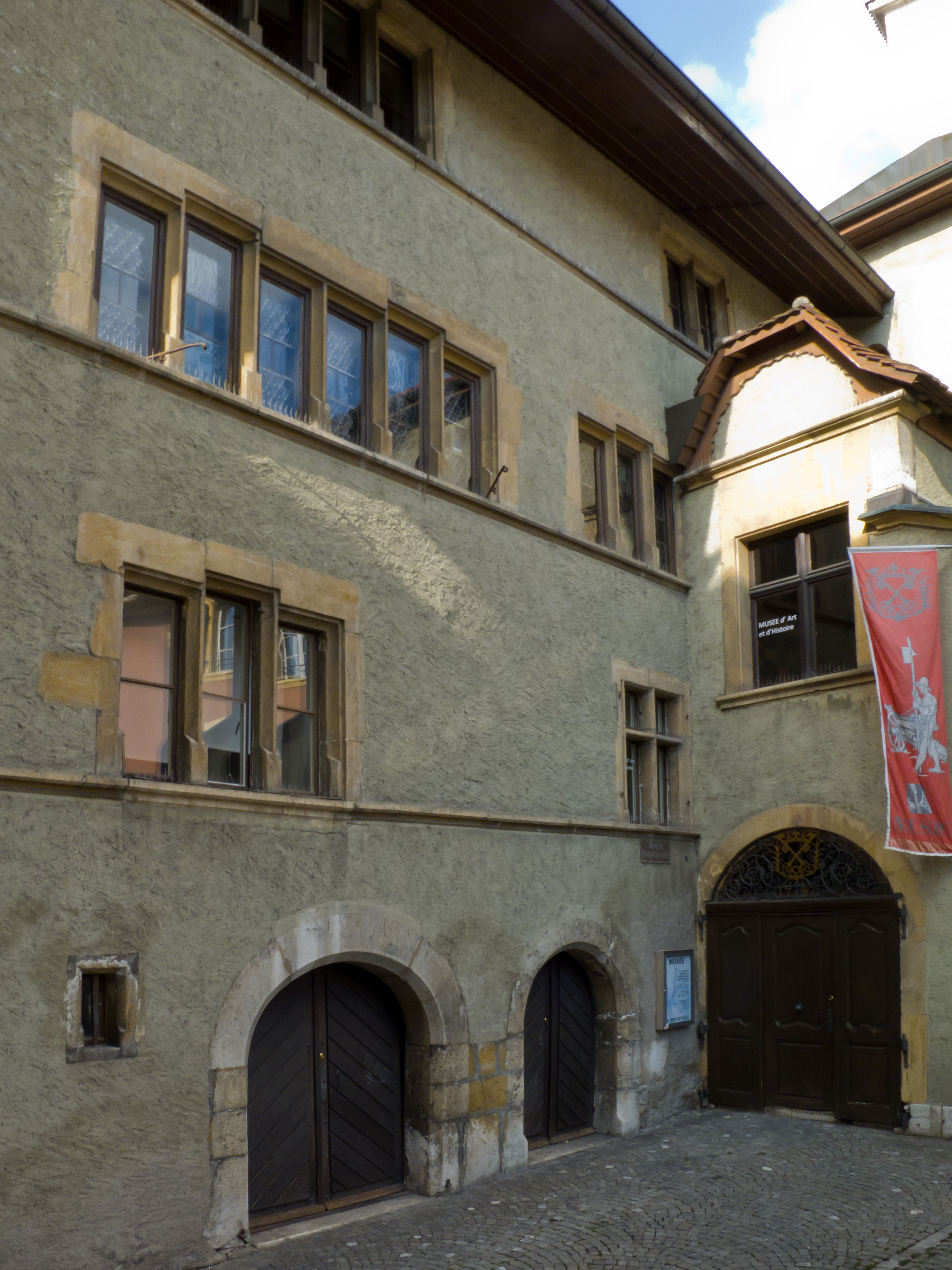
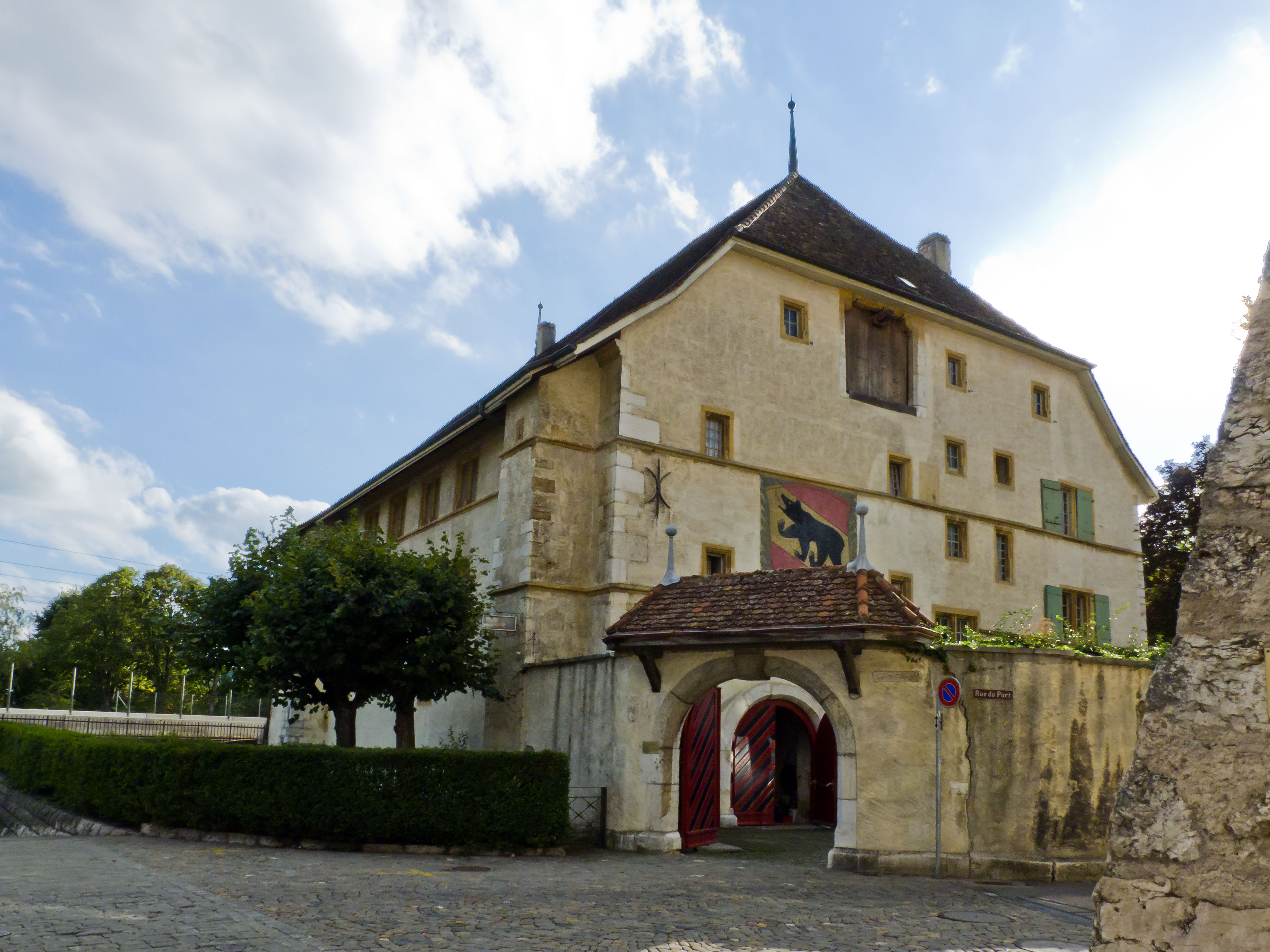
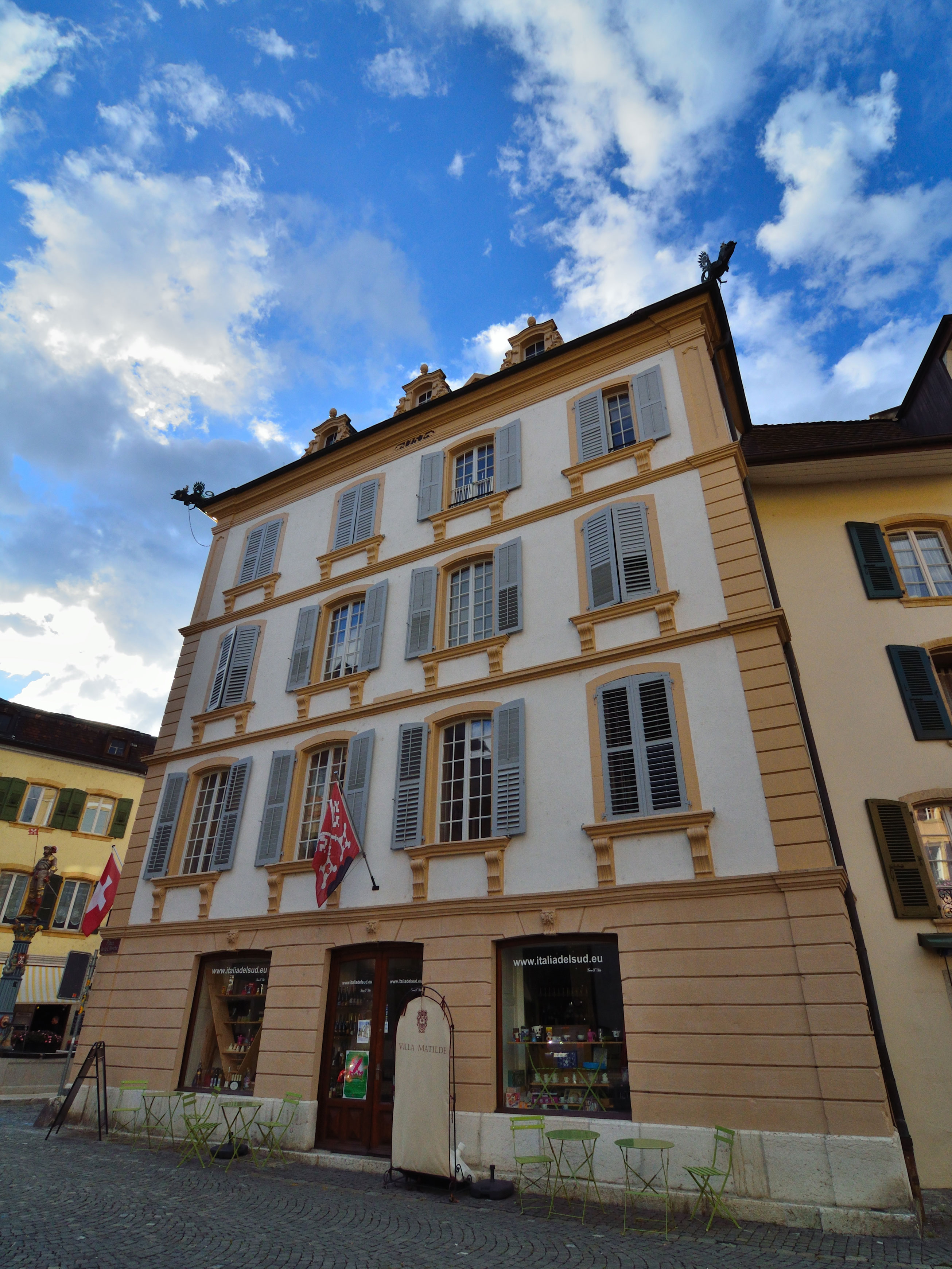